# أورمايثتيغي
بلدية أورمايثتيغي (بالإسبانية: Ormáiztegui) هي بلدية تقع في مقاطعة غيبوثكوا التابعة لمنطقة إقليم الباسك شمال إسبانيا.

## الديموغرافيا
بلغ عدد سكان بلدية أورمايثتيغي 1.320 نسمة عام 2011 (وفقاً للمعهد الوطني للإحصاء الإسباني).
| 1.182 | 1.176 | 1.161 | 1.249 | 1.301 | 1.323 | 1.320 |

## توأمة
لأورمايثتيغي اتفاقيات توأمة مع:
- مجيك

## أعلام
- جوركا إيزاجير
- جون ازقيراي